# Cortège

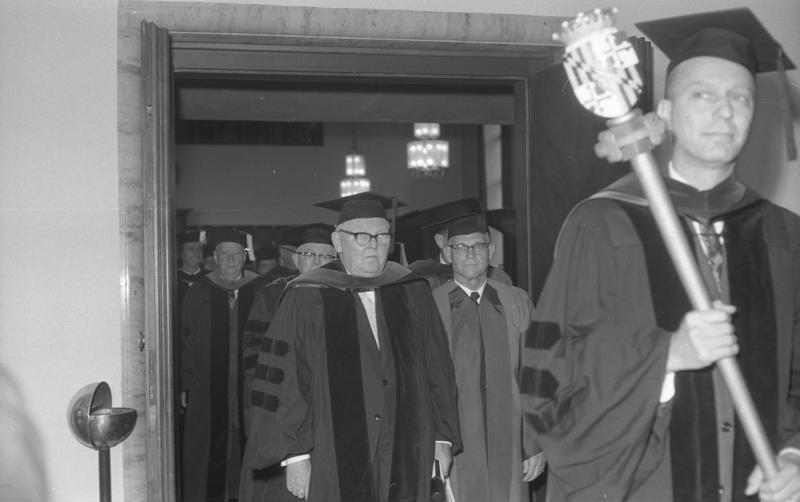
Cortège in 1965 op de Ruprecht-Karls-universiteit in Heidelberg

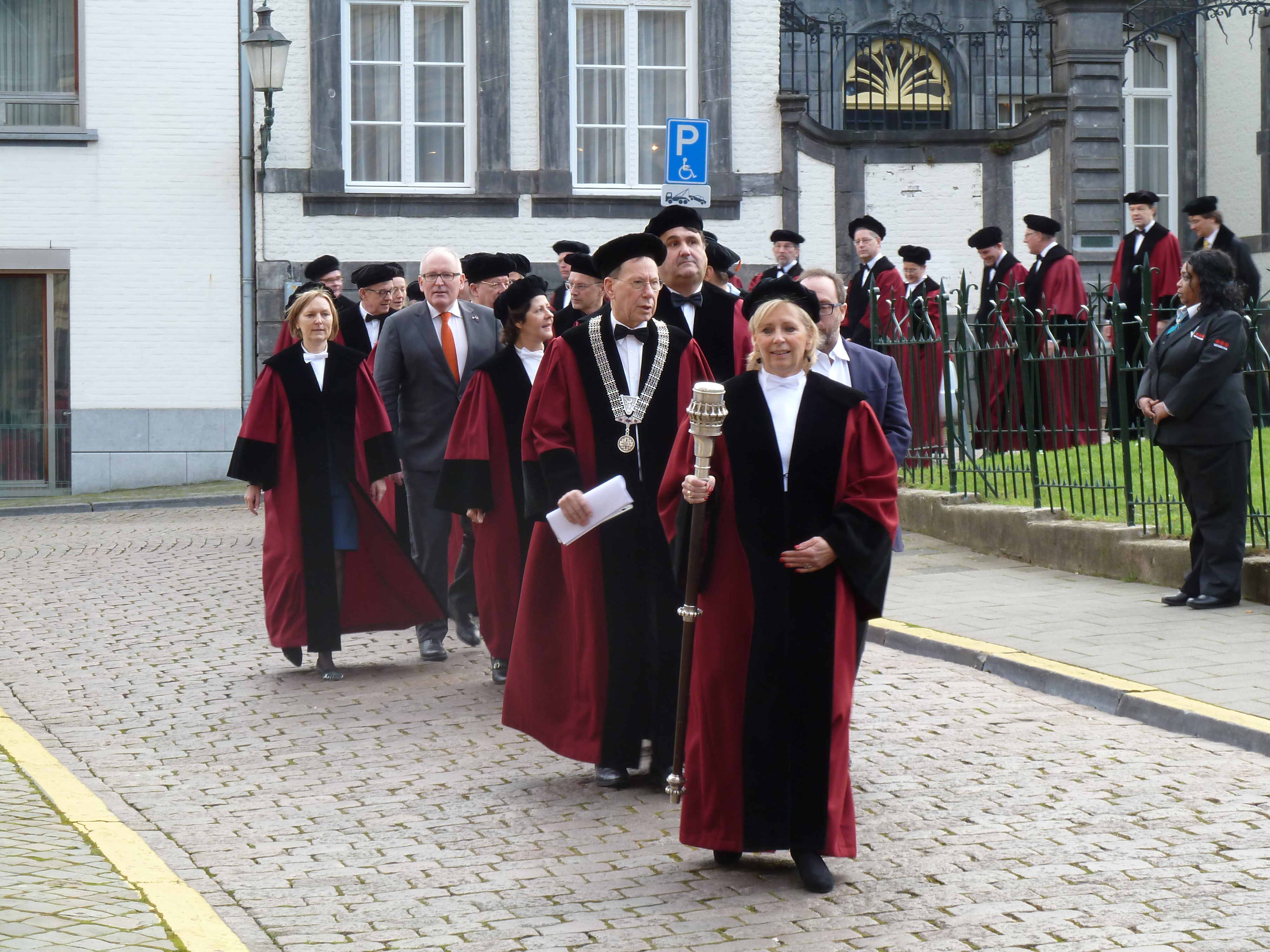
Cortège in 2015 bij de diesviering aan de Universiteit Maastricht

Een cortège is een plechtige, formele optocht. De term wordt vooral in een universitaire context gebruikt en slaat dan op een stoet van hoogleraren. Dergelijke cortèges vinden plaats bij academische gebeurtenissen als promoties, oraties, inauguraties, dies natalis en de opening van het academisch jaar. Het cortège bij een bepaalde plechtigheid is bedoeld voor hoogleraren van de betreffende universiteit en eventueel voor genodigde hoogleraren van andere universiteiten. Bij promoties en soms bij andere plechtige academische gebeurtenissen kunnen ook bepaalde andere leden van de universitaire gemeenschap deel uitmaken van het cortège.